# Youssou N’Dour
Youssou N'Dour (kiejtése: juszu nudur) (1959. október 1.) szenegáli énekes, ütőhangszeres, dalszerző, zeneszerző, színész, üzletember és politikus. 2004-ben a Rolling Stone szakmagazin írta róla: "...talán a leghíresebb élő énekes" Szenegálban és Afrikában.
N'Dour stílusát a népszerű szenegáli zene, a szerer kisebbség nyelvén mbalaxnak nevezett irányzat adja, mely a hagyományos, konzervatív szerer zenéből, a njuupból származik.
A svájci Pierre-Yves Borgeaud rendezte Vissza Gorée-ba című dokumentumfilm, valamint az amerikai Elizabeth Chai Vasarhelyi által rendezett I Bring What I Love c. film főszereplője.

## Élete

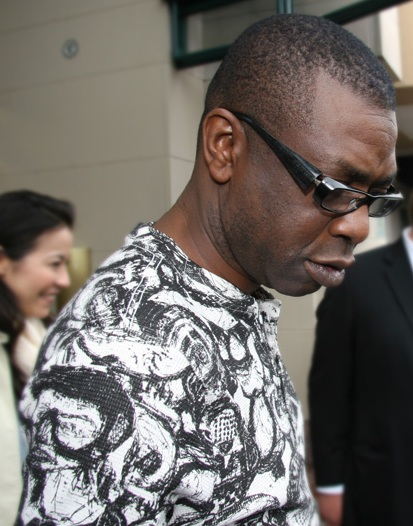
Filmfesztivál, Toronto, 2008

A szenegáli Dakarban született volof származású anyától és szerer nemzetiségű apától (autószerelő). 12 évesen kezdett szerepelni, majd néhány évvel később belépett a Star Band nevű zenekarba. A korai 1970-es évek legnépszerűbb bandája volt, amelynek több tagja később csatlakozott az Orchestra Baobab együtteshez.
1979-ben megalakította saját együttesét a Dakar csillagait (Étoile de Dakar), mely latin stílusú zenét játszott, ami egész Afrikában népszerű volt ez idő alatt.
Az 1980-as években az egyedi hangzást képviselő Dakar szupercsillagai (Super Étoile de Dakar) végső felállású formációban szerepelt még Jimi Mbaye gitáros, Habib Faye basszusgitáros és a tama (beszélő dob) nevű hangszeren játszó Assane Thiam.
1991-ben megnyitotta saját stúdióját Xippi néven, majd 1995-ben, saját kiadóját, a Jololit.
Zenéjének keveréke a hagyományos szenegáli mbalax eklektikus behatásokkal ötvözi a kubai rumba, a hiphop, a jazz és a soul műfajokat.
N'Dour többek között az alábbi zenészekkel, énekesekkel működött együtt: Peter Gabriel, Axelle Red, Sting, Alan Stivell, Bran Van 3000, Neneh Cherry, Wyclef Jean, Paul Simon, Bruce Springsteen, Tracy Chapman, Branford Marsalis, Ryuichi Sakamoto és Dido.
A The New York Times írt N'Dour hangjáról, valamint munkájában a teljes szenegáli zenei spektrum megjelenik.
1993 júliusában volt az Opéra Garnier színházban Youssou N'Dour fellépése egy francia fesztiválon a párizsi D'eté negyedben.
Ő írta – Axelle Reddel közösen – az 1998-as FIFA labdarúgó világbajnokság hivatalos himnuszát La Cour des Grands címmel.
2009-ben Paolo Bellivel és Pupóval triót alkotva, részt vett a Sanremói Dalfesztiválon, utóbbi L'opportunità című számával.
Leghíresebb dala a svéd Neneh Cherryvel duettben énekelt 7 Seconds.
Az intézmény szerint Youssou N'Dour 2020 októberében csatlakozott a rangos Svéd Királyi Akadémiához.

## Diszkográfia
- Fatteliku (2014)
- Mbalakh Dafay Wakh (2011)
- Dakar - Kingston (2010)
- Special Fin D'annee : Salagne-Salagne (2009)
- Rokku Mi Rokka (2007) — #30 in Rolling Stone's Top 50 Albums of 2007.
- Alsaama Day (2007)
- Egypt (2004)
- Kirikou (2004)
- Youssou N'Dour and His Friends (2002)
- Nothing's In Vain (Coono Du Réér) (2002)
- Ba Tay (2002)
- Le Grand Bal a Bercy (2001)

## Galéria

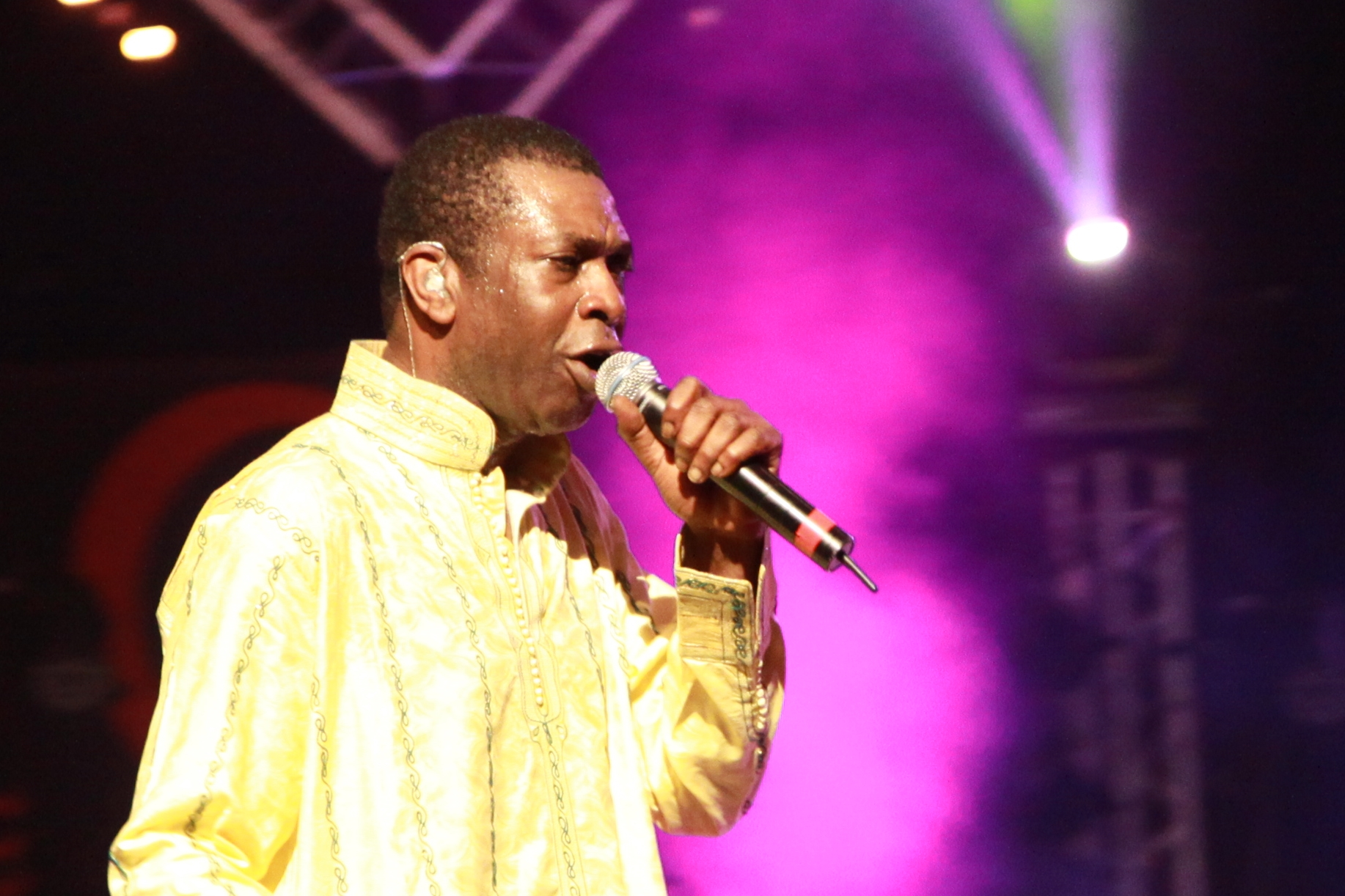
Fesztivál, Cornouaille, Franciaország, 2010
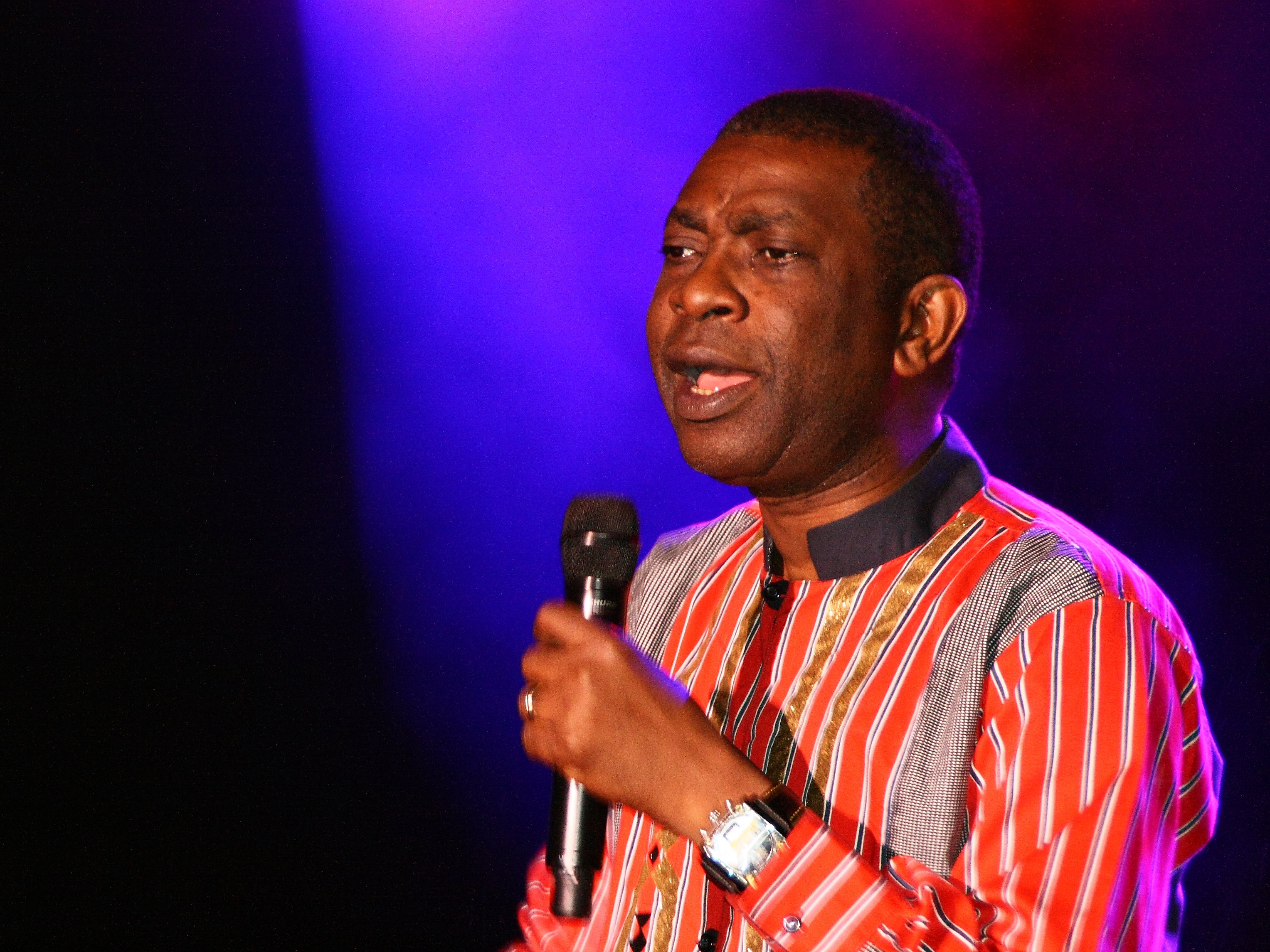
TFF, Rudolstadt, Németország

## Fordítás
Ez a szócikk részben vagy egészben  a   Youssou N'Dour című angol Wikipédia-szócikk ezen változatának fordításán alapul.  Az eredeti cikk szerkesztőit annak laptörténete sorolja fel. Ez a jelzés csupán a megfogalmazás eredetét és a szerzői jogokat jelzi, nem szolgál a cikkben szereplő információk forrásmegjelöléseként.